# Libnotes (Libnotes) falsa
Libnotes (Libnotes) falsa is een tweevleugelige uit de familie steltmuggen (Limoniidae). De soort komt voor in het Oriëntaals gebied.